# Río Charyn
El río Charýn (o río Sharýn) es un río del Asia Central, el principal afluente del río Ilí, que discurre por la provincia de Almaty, en la parte sureste de Kazajistán. Tiene una longitud de 420 km y drena una pequeña cuenca hidrográfica de 7.720 km².
Nace en los glaciares de la ladera sur del cerro Ketmen y discurre a través de los distritos kegen y uigur, que forman el Cañón del Charýn. La central hidroeléctrica de Moinak se encuentra en desarrollo en el río.